# 约翰内斯·林南科斯基

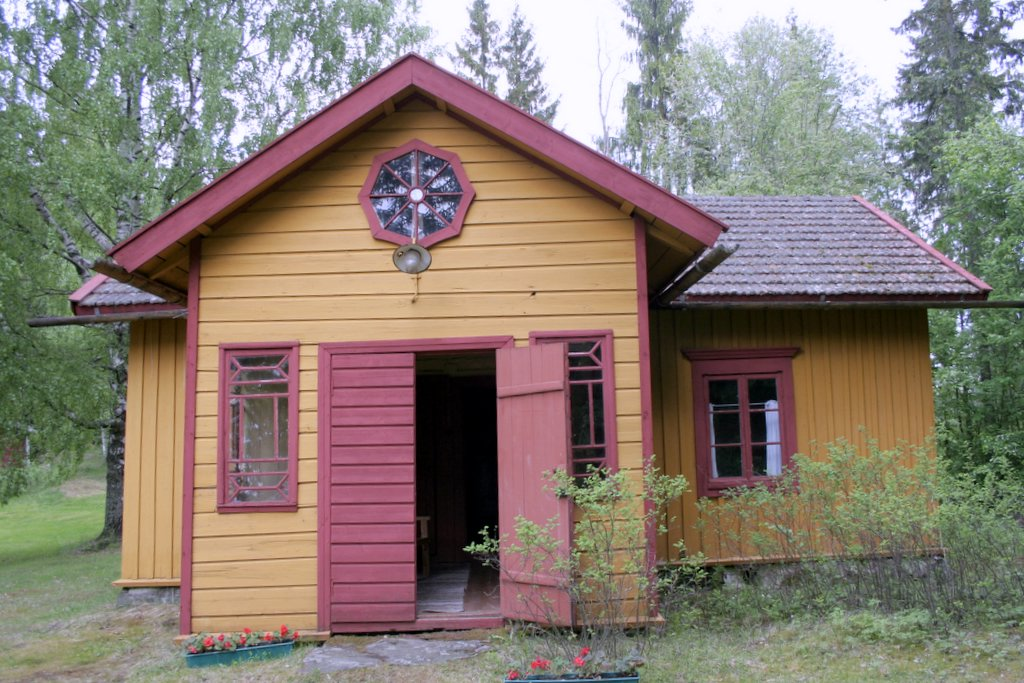
林南科斯基住过的房子，现为博物馆

约翰内斯·林南科斯基（芬蘭語：Johannes Linnankoski），原名为维赫托里·约翰·佩尔托宁（芬蘭語：Vihtori Johan Peltonen，1869年10月18日—1913年8月10日），芬兰作家。他最著名的作品为《火红花朵之歌》。他的作品的主要主题是探索罪恶、惩罚和救赎等道德问题。
他的作品被多次改编为电影。其中最著名的是《挤奶姑娘希利娅》（Hilja maitotyttö）和《火红花朵之歌》（由米科·尼斯卡宁执导）。《火红花朵之歌》也曾被三位瑞典电影导演改编为不同的电影版本。